# 3790 Raywilson
3790 Raywilson (1937 UE) là một tiểu hành tinh vành đai chính được phát hiện ngày 16 tháng 10 năm 1937 bởi K. Reinmuth ở Heidelberg.